# Чудная
«Чудна́я» — очерк В. Г. Короленко, написанный им в марте 1880 года в вышневолоцкой пересыльной тюрьме. В рассказе отразились впечатления от встреч и разговоров Короленко с двадцатилетней студенткой Эвелиной Улановской, сосланной, как и он, в 1879 году в вятскую деревню Берёзовские починки.
Из тюрьмы рукопись была тайно переправлена через Александру Никитичну Анненскую — супругу Н. Ф. Анненского, содержавшегося в одной камере с Короленко. Один из вариантов рукописи был передан писателю Г. И. Успенскому, который высоко оценил произведение.
Позже в одном из писем В. Г. Короленко благодарил Успенского за его оценку:

Когда-то, еще в Якутской области, я тоже, еще не зная Вас лично, — получил от Вас (хотя и не непосредственно) несколько слов, которые меня очень ободрили. Это был Ваш отзыв о моем рассказе «Чудная», который как-то попал Вам в руки. Я тогда как раз решил, что из моих попыток ничего не выйдет, и хотя писал по временам, повинуясь внутреннему побуждению, но сам не придавал своей работе значения и смотрел на неё как на дилетантские шалости. В это время, через третьи руки, мне пишут, чтоб Глеб Иванович Успенский читал где-то в кружке мою «Чудную» и просит передать автору, чтобы он продолжал. Я по нескольку раз снимал с полки в своей юрте это письмо и перечитывал эти строки, и мое воображение оживлялось.
— Письмо Г. И. Успенскому от 16 сентября 1888 года
Попытки опубликовать «Чудную» в журнале «Слово» или в «Отечественных записках» не имели успеха вследствие цензурного запрещения.
Впервые «Чудная» была напечатана русской нелегальной газете И. А. Гурвича «Прогресс» в Нью-Йорке 19 февраля—18 марта 1892 года, затем Фондом русской вольной прессы в 1893 году в Лондоне. Позже несколько раз выходила нелегально в России.
В легальных изданиях очерк был напечатан лишь в 1905 году — в девятой книге журнала «Русское богатство» под заглавием «Командировка». В последующих изданиях очерку было возвращено его прежнее название.